# Carne Barrosã
Carne Barrosã ist eine geschützte Ursprungsbezeichnung für Fleisch und Schlachtnebenerzeugnisse der portugiesischen Rinderrasse Barrosã.

## Herkunft
Das Herkunftsgebiet umfasst die Gemeinden Amares, Braga, Cabeceiras de Basto, Celorico de Basto, Fafe, Guimarães, Vizela (mit Ausnahme des Ortsteils Santa Eulália), Póvoa de Lanhoso, Terras de Bouro, Vieira do Minho und Vila Verde im Bezirk Braga; die Gemeinden Felgueiras und Paços de Ferreira im Bezirk Porto; die Gemeinden Arcos de Valdevez, Melgaço, Monção, Ponte da Barca, Ponte de Lima, Paredes de Coura und Valença im Bezirk Viana do Castelo und die Gemeinden Boticas und Montalegre im Bezirk Vila Real.

## Haltung
Bis zum 12. Lebensmonat erhalten die Tiere Muttermilch sowie Gras und Heu, Mais, Roggen und gemahlenes Getreide sowie andere landwirtschaftliche Nebenerzeugnisse aus dem Herkunftsgebiet.
Ab dem 12. Lebensmonat  grasen die Tiere die meiste Zeit des Jahres auf Weiden in Gebirgsgegenden und werden mit Nebenerzeugnissen von Produkten aus dem Herkunftsgebiet wie Kartoffeln, Mais, Roggen und Kohl sowie im Betrieb erzeugten Futter gefüttert.
Auf den „Lameiros“ genannten Weiden sind Weißklee, Rotklee, Wiesenklee, Hornklee, Wicke, Schwingel, Weidelgras und Knaulgras die vorherrschenden Pflanzenarten. Auf unkultiviertem Land überwiegen Heidekraut, Stechginster, salbeiblättrige Zistrose, Schwingel und Ginster.
Bei Futtermittelknappheit können außerhalb des Herkunftsgebiets erzeugte Futtermittel eingesetzt werden. Diese dürfen maximal 50 % des jährlichen Trockenfutters ausmachen.

## Produktbeschreibung
Carne Barrosã wird in folgenden Erzeugniskategorien vermarktet:
- Vitela (Kalb) von Rindern, die zwischen 5 und 9 Monate alt sind; Mindestgewicht 70 kg. Fleischfarbe rosa bis blassrot, Farbe des Fettes weiß bis grauweiß. Das „Vitela“-Fleisch ist zart und saftig.[2]

- Vitelão (Jungrind) von Rindern, die zwischen 9 Monate und 12 Monate alt sind; Mindestgewicht 130 kg. Fleischfarbe rosa bis rot, Farbe des Fettes weiß bis grauweiß. Das Fleisch ist zart und saftig und liegt geschmacklich zwischen Vitela und Vaca.[2]

- Novilho (Jährling) von Rindern, die zwischen 12 Monate und 3 Jahre alt sind; Mindestgewicht 130 kg. Fleischfarbe rosa bis dunkelrot, Farbe des Fettes weiß bis grauweiß, mitunter mit gelblichen Tönen. Der Geschmack ist intensiver und eisenhaltiger als der des „Vitela“-Fleisches und hat einen stärkeren Kräutergeschmack.[2]

- Vaca (Rind) von Rindern, die älter als 3 Jahre alt sind; Mindestgewicht 130 kg. Fleischfarbe rosa bis dunkelrot, Farbe des Fettes weiß bis grauweiß, mitunter mit gelblichen Tönen. Der Geschmack ist intensiver und länger anhaltend als der des Novilho-Fleisches, der Geschmack des Fetts ist intensiver und sämiger.[2]

## Kennzeichnung und Handel
Carne Barrosã kann als ganzer Schlachtkörper, -hälfte oder -viertel oder als Teilstück oder verpackte Portion gekühlt oder gefroren angeboten werden. Das Produkt muss mit einem Etikett mit der Angabe „Carne Barrosã – Denominação de Origem protegida“ oder „Carne Barrosã DOP“ sowie der Bezeichnung der Kontrollstelle versehen sein.